# Celeste Carballo
Celeste Carballo, née le 21 septembre 1956 à Buenos Aires, est une chanteuse et compositrice de rock et blues argentine. Elle est considérée comme l'une des grandes voix du rock national argentin, pour sa puissance et son large répertoire vocaux.

## Biographie

### Débuts
Celeste Carballo est née le 21 septembre 1956 dans le quartier de Villa Devoto, à Buenos Aires, bien qu'elle ait passé une grande partie de son adolescence dans le quartier de La Paternal. Cadette de huit frères et sœurs, ses proches écoutaient du tango ; dans les années 1960, alors qu'elle passe son adolescence à la Pampa Húmeda, elle commence à connaitre le folk argentin. Elle passe son enfance à Coronel Pringles, une ville du sud de la province de Buenos Aires. Elle retourne plus tard à Buenos Aires, et fréquente le Colegio Nacional Tomás Guido de San Martín.

### Débuts artistiques
À 19 ans, à son entrée dans la faculté de psychologie de l'UBA (où prédomine le paradigme psychanalytique freudien), elle franchit une étape fondamentale : former son premier groupe, Alter Ego, avec son ami Oscar Mangione à la guitare, et Pedro Aznar à la batterie. La chanson Mi último blues fait partie du répertoire du groupe pendant un concert à l'Auditorio Kraft à Buenos Aires, en avril 1976.
L’année suivante, le groupe se dissout, et Celeste continue à se produire à la Villa Gesell en solo. Son style musical est influencé par des groupes de rock des années 1970 en Argentine, tels que Pappo's Blues, La Máquina de Hacer Pájaros, Pescado Rabioso, et Aquelarre.

### Années 1980

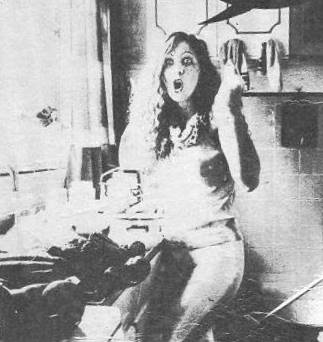
Photo de la couverture de l'album Me vuelvo cada día más loca (Interdisc S.A, 1982).

En 1982, après plusieurs années de présence dans l'underground, elle enregistre son premier album, Me vuelvo cada día más loca. L'album rassemble ses propres compositions qui deviendront plus tard des classiques de la musique nationale, comme la chanson titre, Querido Coronel Pringles, le duo avec David Lebón sur Una canción diferente, et une reprise de Desconfío avec la collaboration de son compositeur Pappo, et El Último blues. En 1983, elle publie son deuxième album, Mi voz renacerá, enregistré avec les musiciens qui l'accompagnent la première année en tournée à travers le pays : Tweety González aux claviers, Lito Epumer à la guitare, Paul Dourge à la basse, et Lucio Mazaira à la batterie.
En 1984, elle effectue une tournée promotionnelle pour ses deux premiers albums en Espagne, où elle chante en partageant la scène avec des groupes de heavy rock espagnols comme Ángeles del Infierno et Banzai. Elle joue l'estadio Real Madrid et dans les boîtes de nuit de Valence et de Pampelune. Elle  participe également aux émissions de télévision espagnoles dédiées au rock, et donne des interviews sur des chaines de radio à Barcelone et Madrid. Elle peut ainsi accéder à la scène de Barcelone en jouant avec des légendes comme Bob Dylan et Santana. La même année, accompagnée de Juan Carlos Baglietto, Nito Mestre et Oveja negra, elle enregistre l'album live Por qué cantamos.
De retour en Argentine, Celette décide d'adopter un autre style musical. En 1985, elle troque la guitare électroacoustique pour la guitare électrique, et forme Celeste y La Generación.

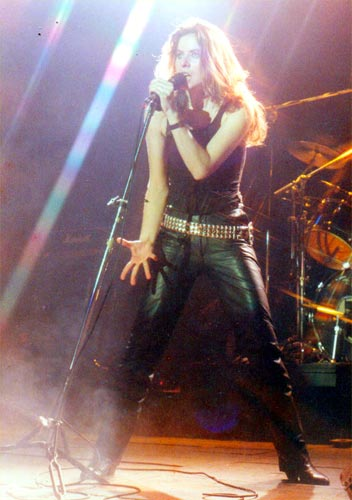
Celeste Carballo en 1986.

En décembre 1987, elle lance une émission avec Sandra Mihanovich et Ludovica Squirru intitulée Sandra, Celeste y yo. L'émission devient le succès de la saison estivale de Mar del Plata. En mars 1988, elles se rendent à Buenos Aires pour continuer avec ce succès du box-office. Après une saison de quatre mois, elles partent en tournée dans tout le pays , mais sans Ludovica Squirru. C'est ainsi que le duo Sandra y Celeste se termine, et devient un succès total. Après un an de tournée, elles enregistrent un premier album, Somos mucho más que dos, certifié disque d'or, ce qui les pousse à continuer de faire le tour des pays d'Amérique latine, notamment du Chili, où elles remplissent les salles. Leur deuxième album, Mujer contra mujer se caractérise par un style plus rock et est produit par Fito Páez.
À la fin de 1989, Carballo visite Imagen de radio, une émission de télévision animée par Juan Alberto Badía. Ici, l'auteur de ¿Seré judía? avoue publiquement sa liaison avec la chanteuse Sandra Mihanovich. Celeste y La Generación tombe dans la déchéance avec une telle déclaration.

### Années 1990
En 1991, Celeste réorganise son groupe avec María Gabriela Epumer et Claudia Sinesi à la guitare et à la basse, respectivement, pour préparer son prochain album Celeste en Buenos Aires. Il comprend La otra orilla, Tu amor es lilale et un morceau blues inspiré d'un poème d'Alfonsina Storni, Queja.
Elle voyage en Allemagne pour chanter à l'Université de Brême, et y fait la connaissance de Mercedes Sosa, qui l'invite à chanter à Berlin, Hambourg, Francfort et Cologne.
En 1992, elle produit Chocolate inglés, enregistré au studio ION et publié au label BMG. En 1993, elle est invitée à participer au Secret World Tour de Peter Gabriel en Argentine, se produisant à l'estadio Vélez Sársfield devant 40 000 personnes. En 1995, elle organise un concert en hommage à Janis Joplin au Roxy Buenos Aires. Il est enregistré et publié l’année suivante sous le titre Live at the Roxy.
En janvier 1999, devant une foule au Puerto Madero de Buenos Aires, Celeste se présente avec sa Banda del Oeste, la nuit des femmes de Buenos Aires Vivo III, où elle partage la scène avec Fabiana Cantilo. Toujours dans les environs de Puerto Madero, et cette fois comme invitée de La Fura dels Baus, Celeste chante devant 20 000 personnes suspendue à un harnais à quelques mètres du sol. Le 2 mai 1999, Celeste participe au premier festival argentin à Miami avec sa Banda del Oeste, puis voyage à Los Angeles, en Californie.

### Années 2000–2010
En 2001, elle entre aux studios Circo Beat pour enregistrer le premier disque en coproduction avec Pop Art Discos, Celesteacústica. Avec cet album, elle reprend des chansons les plus classiques en format acoustique, avec les arrangements à cordes d'Alejandro Terán, et la participation d'invités tels que Los Ratones Paranoicos et Charly García. Celesteacoustic contient également la reprise de Paloma d'Andrés Calamaro . L’album est nommé  meilleure production de rock féminin au Premios Grammy Latinos.
En 2015 elle reçoit le quatrième Premio Konex de sa carrière.

## Discographie

### Albums studio
- 1982 : Me vuelvo cada día más loca (Interdisc)
- 1983 : Mi voz renacerá (Interdisc
- 1984 : Porqué cantamos (Juan Carlos Baglietto, Celeste Carballo, Nito Mestre & Oveja Negra) (EMI)
- 1985 : Celeste y La Generación (Interdisc
- 1988 : Somos mucho más que dos (Sandra et Celeste) (BMG)
- 1990 : Mujer contra mujer (Sandra et Celeste) (BMG)
- 1991 : Celeste en Buenos Aires (BMG)
- 1993 : Chocolate inglés (BMG)
- 1996 : Live at the roxy (Roxy/Musimundo)
- 1998 : Tercer infinito (DBN)
- 2001 : Celesteacústica (Tocka Discos)
- 2004 : Celesteacusticados! (Pelo)
- 2008 : Celos (BMV)
- 2011 : Mujer de piedra (EMI)
- 2016 : Se vuelve cada día más loca por amor al blues (Sony Music/ESPA)

### Singles
- Una canción diferente / Querido Coronel Pringles (1982)
- Me vuelvo cada día más loca (1984)
- Sabemos que no es fácil (1988, avec Sandra Mihanovich)
- Corazón de neón (1990, avec Sandra Mihanovich)
- Preludio para el Año 3001 (Renaceré) (2008, single numérique)

### Vidéographie
- 2009 : Celos (DVD)